# Société populaire de Besançon
La société populaire de Besançon se réunissait dans une ancienne église de Capucins. « Cette assemblée était le nom désormais adopté par le club de Besançon qui après une période relativement calme atteint son zénith de juillet 1793 à juillet 1794. D'après les indications de l'abbé Beuque, les effectifs se montaient alors à 600 membres environ ».
L'adjudant-général Jean-Baptiste Bernard Viénot-Vaublanc en fut président en 1793-1794.